# Mohamed Awal
Mohamed Awal  (Acra, Gran Acra, Ghana; 1 de mayo de 1988) es un futbolista ghanés. Juega de Defensa y su actual equipo es el Arsenal Tula de la Liga Premier de Rusia.

## Selección nacional
Ha sido internacional con la Selección de fútbol de Ghana en dos ocasiones.

### Participaciones con la selección
| Torneo                         | Sede              | Resultado  |
| ------------------------------ | ----------------- | ---------- |
| Copa Africana de Naciones 2013 | Marruecos         | Subcampeón |
| Copa Africana de Naciones 2015 | Guinea Ecuatorial | Subcampeón |

## Clubes
| Club              | País            | Año             |
| ----------------- | --------------- | --------------- |
| Feyenoord Ghana   | Ghana           | 2008 - 2010     |
| ASEC Mimosas      | Costa de Marfil | 2010            |
| Asante Kotoko     | Ghana           | 2011 - 2012     |
| Maritzburg United | Sudáfrica       | 2012 - 2014     |
| Al-Shabab         | Arabia Saudita  | 2015            |
| Raja Casablanca   | Marruecos       | 2015 - 2016     |
| Arsenal Tula      | Rusia           | 2016 - Presente |